# Dê hoang

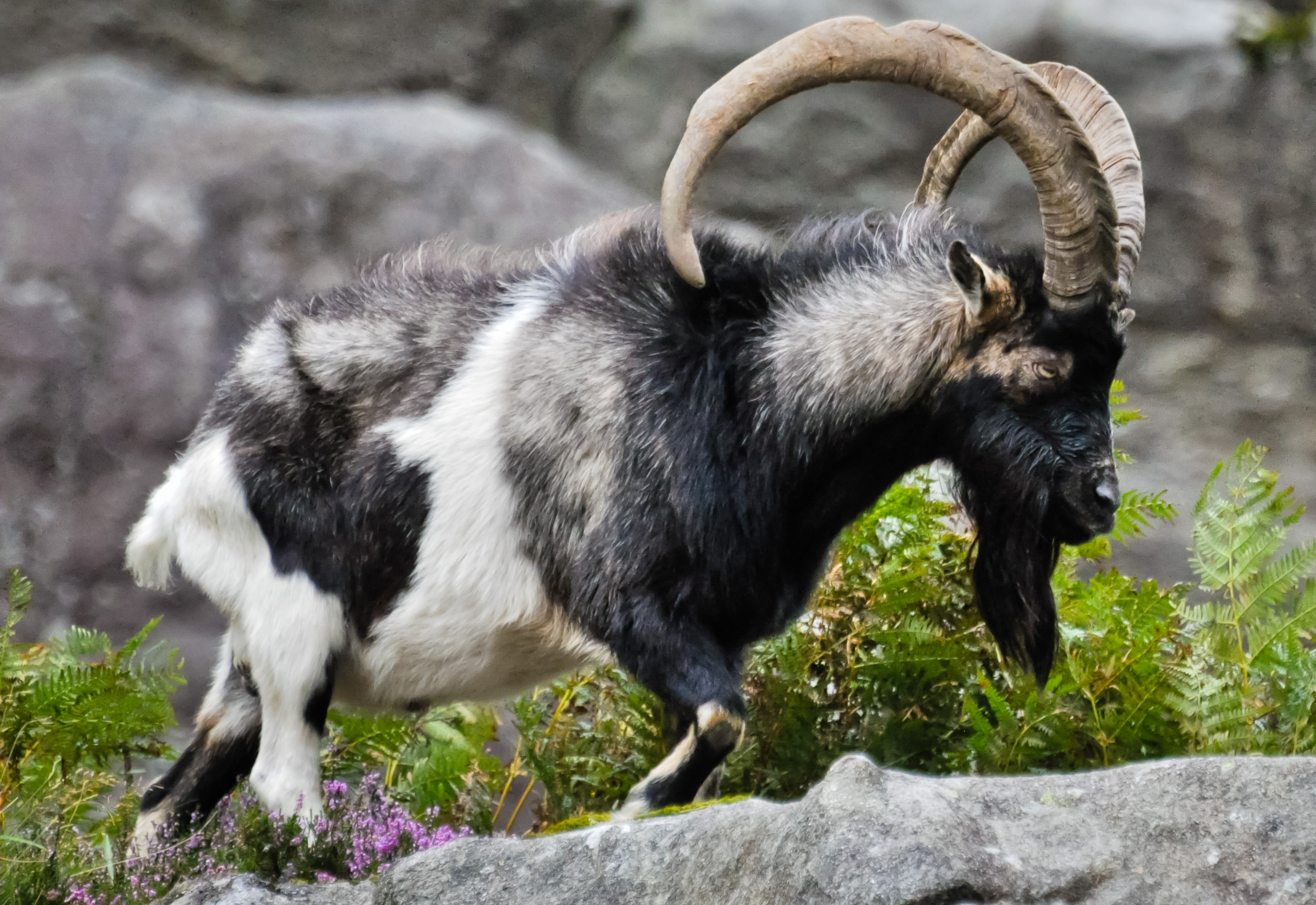
Một con dê hoang ở Glendalough

Dê hoang hay dê thả rông hay dê đi hoang là những con dê nhà (Capra aegagrus hircus) đã thuần hóa nhưng được quay trở lại vào môi trường tự nhiên và thiết lập thành những quần thể dê nhà trong điều kiện hoang dã hay hoang hóa. Cần phân biệt giữa dê hoang và dê hoang dã (hay còn gọi là dê rừng) vốn dĩ là những loài dê có nguồn gốc từ tự nhiên.
Các phạm vi phân bố và di chuyển trong dãy liên hệ của dê hoang dã không có nguồn gốc ở một vùng đất khô cằn ở vùng nhiệt đới. Dê hoang dã đôi khi được sử dụng để chăn thả bảo tồn, để kiểm soát sự lây lan của các bụi không mong muốn hoặc cỏ dại trong môi trường sống tự nhiên mở như đồng cỏ phấn và đồng cỏ đồi thấp.
Khi dê hoang tiếp cận thành các quần thể lớn trong môi trường sống không thích hợp với chúng, chúng có thể trở thành một loài xâm lấn có ảnh hưởng tiêu cực nghiêm trọng như biến đổi sinh cảnh bản địa, cây cối và thực vật khác. Tuy nhiên, trong những trường hợp khác, chúng có thể trở thành một thành phần tự nhiên của môi trường sống, thậm chí thay thế những quần thế dê bản địa đã bị tuyệt chủng tại địa phương.

## Trên thế giới
Những quần thể dê nhà hoang đã được ghi nhận ở Úc, New Zealand, Ireland, Anh, Hawaii, Brazil, Honduras, Liban, Panama, Madagascar, Quần đảo Comoro, Mauritius, Réunion, New Guinea, Galapagos, Cuba và nhiều nơi khác trên thế giới. 

### Châu Úc

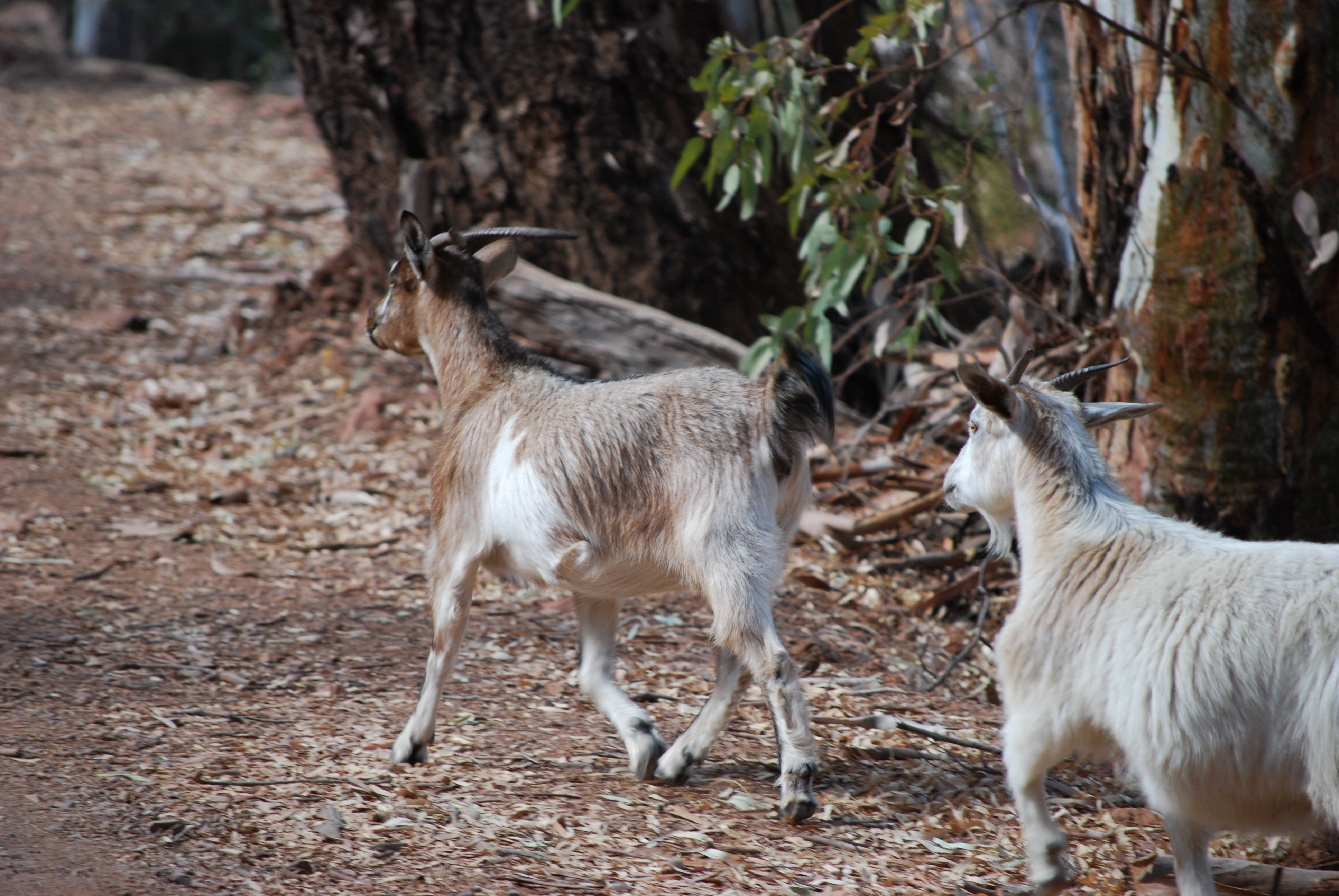
Những con dê hoang ở Úc

Ở Úc, những con dê lần đầu tiên được đưa vào nước Úc vào năm 1788. Kể từ đó chúng đã trở nên hoang hóa và hiện đang gây thiệt hại về kinh tế ước tính 25 triệu USD mỗi năm cũng như sự xuống cấp của môi trường của nước Úc. Ở New Zealand có giống dê Arapawa là một giống dê hoang chỉ tìm thấy trên đảo Arapaoa. Dê đảo Auckland đã bị tuyệt chủng trong tự nhiên vào cuối thế kỷ 20. Dê hoang New Zealand là hậu duệ của nhiều giống dê, chẳng hạn như dê Angora, dê Kiko, Tây Ban Nha, dê Pygora, dê Boer, dê Saanen, dê Nubian và dê Alpine. 

### Châu Âu
Ở Crete có loài dê tên là Kri-kri (còn được gọi là "dê Cretan", hay "Agrimi") trước đây được xem là một phân loài của dê hoang dã nhưng gần đây được coi là giống dê hoang. Kri-kri hiện chỉ được tìm thấy trên đảo Crete, Hy Lạp và ba hòn đảo nhỏ ngoài khơi. Dê dã được du nhập ở Juan Fernandez vào năm 1574, đã trở thành một bệnh dịch hạch ở quần đảo Juan Fernández.
Ở Majorca có những con dê Balearea là một con dê hoang được du nhập ở đảo Mallorca kể từ thời kỳ đồ đá mới. Nó hoàn toàn thích nghi với hệ sinh thái đảo, và chiếm một hốc sinh thái tương tự mà loài bản địa myotragus đã bị tuyệt chủng. Các con dê hoang được coi là một loài thú săn thể thao. Mối đe dọa lớn nhất đối với sự bảo tồn của chúng trong lai tạp với dê nhà hiện nay, nhưng cả hai đều là cùng loài (Capra aeagrus hircus). Những quần thể này đe dọa sự phát triển của cây mới ở một số khu rừng trên đảo, đặc biệt là rừng sồi.

### Ở Anh
Ở nước Anh các hậu duệ của dê đá thời Đá Mới đã có mặt ở vùng Đồi Cheviot của Northumberland hơn năm nghìn năm. Tại Scotland, dê hoang là một tình trạng khá phổ biến ở vùng cao nguyên miền Tây của Scotland. Dê hoang là hậu duệ của một đàn gia súc bị bỏ hoang, qua sự cần thiết, của Cao Nguyên trong thời kỳ Trung Tây. Dê có tác dụng như một lời nhắc nhở sống động về quá khứ hỗn loạn của khu vực. Ở xứ Wales có những con dê hoang sinh sống ở vùng núi Welsh. Chúng được sử dụng để bảo tồn chăn thả gia súc ở một số nơi như Stackpole ở South Wales hoặc Great Orme ở Llandudno ở Bắc xứ Wales.
Ở Ireland thì tình trạng Dê hoang dã phổ biến ở nhiều khu vực của bờ biển phía Tây Ireland bao gồm các quận Mayo, Donegal và Kerry. Tại thị trấn Killorglin, ở Hạt Kerry, Puck Fair diễn ra mỗi năm, trong đó một con dê hoang dã bị bắt và đạt giải trong hội chợ, trong sự tiếp nối các nghi thức Celtic cổ đại. Dê Bilberry là dê hoang dã sống trên Bilberry Rock ở thành phố Waterford, cùng với dê Ailen, mà không phải là nguồn gốc của Ireland. Ở dãy núi Wicklow dê có đốm non NP có thể được nhìn thấy trong môi trường xung quanh Glendalough.

### Ở Mỹ
Ở Hoa Kỳ có các con dê đảo San Clemente là một loài hoang đến năm 1875 trên Đảo San Clemente từ đảo Santa Catalina, cả ngoài khơi bờ biển California. Chúng vẫn bị cô lập ở đó cho đến khi một số đã được lai tạo để trở thành thuần hoá trên đất liền ở Hoa Kỳ và miền Tây Canada. Hải quân Hoa Kỳ được trao quyền tiêu diệt những con dê cuối cùng còn lại trên đảo San Clemente vào năm 1991.
Chúng có liên quan đến di truyền liên quan đến dê Iberia, mặc dù sự cô lập của chúng đã gây ra sự trôi dạt di truyền đủ để làm cho chúng khác biệt với dê ở Tây Ban Nha và dê Tây Ban Nha ở Mỹ. Tổ chức Bảo tồn Chăn nuôi cho biết họ là một giống di sản nguy cấp đang bị đe dọa. Năm 2008, dân số toàn cầu của chúng khoảng 400 cá thể tất cả bây giờ thuần hóa. Tiếng la hét của con dê rất phù hợp đôi khi nó nhầm lẫn với âm thanh dê đã được ghi lại. 

### Galapagos
Tại Galapagos thì dê hoang đã gây thiệt hại nghiêm trọng đến thực vật bản địa trên quần đảo Galapagos. Dê lần đầu tiên xuất hiện trên đảo Pinta năm 1959, khi ngư dân đưa ba con dê cùng tới Galapagos. Vào những năm 1970, ba con dê đã tăng lên 40.000 và cần một sự can thiệp. Dê đã phá huỷ các sinh cảnh của các loài bản địa, lây lan các loài xâm lấn qua phân của chúng (như cây bụi đen) và tàn phá hệ sinh thái tinh tế của hòn đảo.
Năm 1999, chính phủ đã có biện pháp phản ứng với Dự án Isabela: một kế hoạch ba giai đoạn đã được đưa ra nhằm loại trừ những con dê hoang dã trên các hòn đảo. Đầu tiên, chính phủ đưa ra giải thưởng bằng tiền mặt cho người dân địa phương săn bắt dê. Tuy nhiên, giai đoạn này đã bị phản đối vì người dân địa phương đã bắt đầu chăn nuôi dê để kiếm tiền nhiều hơn. Sau đó, các cuộc tấn công trên không được triển khai, như những thợ săn chuyên nghiệp từ New Zealand đã bay trực thăng và bắn chết hàng ngàn con dê tại một thời điểm từ bầu trời, quét sạch phần còn lại của dê trên các hòn đảo.
Giai đoạn thứ ba liên quan đến những gì được gọi là dê của Giuđa. Dê nái đã được triệt sản và được điều trị bằng nội tiết tố để được trong nhiệt liên tục và phát tán. Khi những con cái có thể thu hút một con đực, con dê đực đã bị giết ngay. Các xác chết dê được để lại nơi chúng đã bị giết để tự sinh ra quá trình phân hủy xác thối và khôi phục các chất dinh dưỡng quan trọng cho đất. Dự án Isabela đã thành công rực rỡ, hoạt đông dọn dê trên đảo Isabela, Pinta và Santiago vào năm 2006. 